# Триналду, Франсиску
Франси́ску Трина́лду (порт.-браз. Francisco Trinaldo; род. 24 августа 1978, Амаранти) — бразильский боец смешанного стиля, представитель лёгкой весовой категории. Выступает на профессиональном уровне начиная с 2006 года, известен по участию в турнирах бойцовских организаций UFC и Jungle Fight, владел титулом чемпиона Jungle Fight в лёгком весе. Участник бойцовского реалити-шоу The Ultimate Fighter.

## Биография
Франсиску Триналду родился 24 августа 1978 года в муниципалитете Амаранти штата Пиауи. В возрасте 23 лет начал серьёзно заниматься кикбоксингом, одержал в этой дисциплине несколько значимых побед, в частности трижды становился чемпионом штата Бразилиа. Поскольку в кикбоксинге было слишком много ограничений, со временем перешёл в смешанные единоборства.
Одновременно со спортивной карьерой работал охранником, поваром в пиццерии, рабочим на полях. Его развитие как бойца происходило медленно из-за постоянных финансовых трудностей: «Иногда мне приходилось пропускать тренировки только из-за того, что не было денег на автобус, и я не мог добраться до своего зала».

### Начало профессиональной карьеры
Дебютировал в ММА на профессиональном уровне в мае 2006 года, выиграв у своего соперника единогласным решением судей. Дрался сравнительно редко в небольших бразильских промоушенах — из всех поединков неизменно выходил победителем. В феврале 2010 года отметился победой над достаточно сильным соотечественником Луисом Фирмину.

### Jungle Fight
Имея в послужном списке семь побед и ни одного поражения, Триналду перешёл в крупную организацию Jungle Fight, где вскоре стал участником гран-при лёгкого веса. Тем не менее, уже на стадии полуфиналов гран-при он проиграл сдачей Иури Алкантаре, потерпев тем самым первое в профессиональной карьере поражение.
Несмотря на проигрыш, Триналду продолжил активно выступать на турнирах Jungle Fight, в 2011 году завоевал титул временного чемпиона организации, а затем стал бесспорным чемпионом, выиграв решением большинства у Адриану Мартинса.

### The Ultimate Fighter
В 2012 году Франсиску Триналду попал в число участников бразильского сезона популярного бойцовского реалити-шоу The Ultimate Fighter, где соперничал с бойцами средней весовой категории. Благополучно преодолел отборочный этап и был выбран в команду Вандерлея Силвы, но в следующем поединке техническим нокаутом проиграл Тиагу Перпетуу и выбыл из шоу.

### Ultimate Fighting Championship
Подписав контракт с крупнейшей бойцовской организацией мира Ultimate Fighting Championship, в июне 2012 года Триналду дебютировал в октагоне, выиграв техническим нокаутом у соотечественника Делсона Элену. Хотя при этом вновь выступал в непривычном для себя среднем весе. В том же году единогласным решением уступил Глейсону Тибау.
В 2013 году провёл в UFC три боя, победил Си Джей Кита и Майка Рио, но проиграл Петру Халльману.
В 2014 году выиграл у Джесси Ронсона, потерпел поражение от Майкла Кьезы, после чего с победы над Леандру Силвой дал старт длительной победной серии.
Триналду выбился в число лидеров лёгкой весовой категории, в период 2015—2016 годов взяв верх над многими сильными представителями дивизиона. В том числе им были повержены Акбар Арреола, Норман Парк, Чед Лаприз, Росс Пирсон, Янси Медейрос и Пол Фельдер. Впечатляющая победная серия прервалась лишь в марте 2017 года после встречи с американцем Кевином Ли, который во втором раунде поймал его на удушающий приём сзади и заставил сдаться.
В дальнейшем Франсиску Триналду выиграл у Джима Миллера, но проиграл Джеймсу Вику.

## Статистика в профессиональном ММА
| Боёв 38  | Побед 29 | Поражений 9 |
| -------- | -------- | ----------- |
| Нокаутом | 10       | 0           |
| Сдачей   | 5        | 3           |
| Решением | 14       | 6           |

| Результат | Рекорд | Соперник            | Способ                       | Турнир                                 | Дата             | Раунд | Время | Место                    | Примечание                                                    |
| --------- | ------ | ------------------- | ---------------------------- | -------------------------------------- | ---------------- | ----- | ----- | ------------------------ | ------------------------------------------------------------- |
| Победа    | 29–9   | Саша Полатников     | TKO (травма колена)          | Gamebred Fighting Championship 6       | 10 ноября 2023   | 1     | 1:55  | Билокси, Миссисипи, США  | Бой на голых кулаках                                          |
| Поражение | 28-9   | Рэнди Браун         | Единогласное решение         | UFC Fight Night: Дерн vs. Янь          | 1 октября 2022   | 3     | 5:00  | Лас-Вегас, Невада, США   |                                                               |
| Победа    | 28-8   | Дэнни Робертс       | Единогласное решение         | UFC 274                                | 7 мая 2022       | 3     | 5:00  | Финикс, Аризона, США     |                                                               |
| Победа    | 27-8   | Дуайт Грант         | Раздельное решение           | UFC Fight Night: Costa vs. Vettori     | 23 октября 2021  | 3     | 5:00  | Лас-Вегас, США           |                                                               |
| Поражение | 26-8   | Муслим Салихов      | Единогласное решение         | UFC Fight Night: Rozenstruik vs. Sakai | 5 июня 2021      | 3     | 5:00  | Лас-Вегас, США           | Дебют в полусреднем весе.                                     |
| Победа    | 26-7   | Джай Херберт        | TKO (удары руками)           | UFC on ESPN: Whittaker vs. Till        | 26 июля 2020     | 3     | 1:30  | Абу-Даби, ОАЭ            | Бой в промежуточном весе 72,6 кг; Триналду не сделал вес.     |
| Победа    | 25-7   | Джон Макдесси       | Единогласное решение         | UFC Fight Night: Lee vs. Oliveira      | 14 марта 2020    | 3     | 5:00  | Бразилиа, Бразилия       |                                                               |
| Победа    | 24-7   | Бобби Грин          | Единогласное решение         | UFC Fight Night: Błachowicz vs. Jacaré | 16 ноября 2019   | 3     | 5:00  | Сан-Паулу, Бразилия      |                                                               |
| Поражение | 23-7   | Александр Эрнандес  | Единогласное решение         | UFC on ESPN: dos Anjos vs. Edwards     | 20 июля 2019     | 3     | 5:00  | Сан-Антонио, США         |                                                               |
| Победа    | 23-6   | Эван Данэм          | KO (коленом в корпус)        | UFC Fight Night: Santos vs. Anders     | 22 сентября 2018 | 2     | 4:10  | Сан-Паулу, Бразилия      |                                                               |
| Поражение | 22-6   | Джеймс Вик          | Единогласное решение         | UFC Fight Night: Cowboy vs. Medeiros   | 18 февраля 2018  | 3     | 5:00  | Остин, США               |                                                               |
| Победа    | 22-5   | Джим Миллер         | Единогласное решение         | UFC Fight Night: Brunson vs. Machida   | 28 октября 2017  | 3     | 5:00  | Сан-Паулу, Бразилия      |                                                               |
| Поражение | 21-5   | Кевин Ли            | Сдача (удушение сзади)       | UFC Fight Night: Belfort vs. Gastelum  | 11 марта 2017    | 2     | 3:12  | Форталеза, Бразилия      |                                                               |
| Победа    | 21-4   | Пол Фельдер         | TKO (остановлен врачом)      | UFC Fight Night: Cyborg vs. Lansberg   | 24 сентября 2016 | 3     | 2:25  | Бразилиа, Бразилия       |                                                               |
| Победа    | 20-4   | Янси Медейрос       | Единогласное решение         | UFC 198                                | 14 мая 2016      | 3     | 5:00  | Куритиба, Бразилия       | Бой вечера.                                                   |
| Победа    | 19-4   | Росс Пирсон         | Единогласное решение         | UFC Fight Night: Dillashaw vs. Cruz    | 17 января 2016   | 3     | 5:00  | Бостон, США              |                                                               |
| Победа    | 18-4   | Чед Лаприз          | TKO (удары руками)           | UFC Fight Night: Holloway vs. Oliveira | 23 августа 2015  | 1     | 2:43  | Саскатун, Канада         |                                                               |
| Победа    | 17-4   | Норман Парк         | Раздельное решение           | UFC Fight Night: Condit vs. Alves      | 30 мая 2015      | 3     | 5:00  | Гояния, Бразилия         |                                                               |
| Победа    | 16-4   | Акбар Арреола       | Единогласное решение         | UFC Fight Night: Maia vs. LaFlare      | 21 марта 2015    | 3     | 5:00  | Рио-де-Жанейро, Бразилия |                                                               |
| Победа    | 15-4   | Леандру Силва       | Единогласное решение         | UFC Fight Night: Bigfoot vs. Arlovski  | 13 сентября 2014 | 3     | 5:00  | Бразилиа, Бразилия       |                                                               |
| Поражение | 14-4   | Майкл Кьеза         | Единогласное решение         | UFC 173                                | 24 мая 2014      | 3     | 5:00  | Лас-Вегас, США           |                                                               |
| Победа    | 14-3   | Джесси Ронсон       | Раздельное решение           | UFC Fight Night: Machida vs. Mousasi   | 15 февраля 2014  | 3     | 5:00  | Жарагуа-ду-Сул, Бразилия |                                                               |
| Поражение | 13-3   | Пётр Халлман        | Сдача (кимура)               | UFC Fight Night: Teixeira vs. Bader    | 4 сентября 2013  | 2     | 3:50  | Белу-Оризонти, Бразилия  |                                                               |
| Победа    | 13-2   | Майк Рио            | Сдача (треугольник руками)   | UFC on FX: Belfort vs. Rockhold        | 18 мая 2013      | 1     | 3:08  | Жарагуа-ду-Сул, Бразилия |                                                               |
| Победа    | 12-2   | Си Джей Кит         | Сдача (треугольник руками)   | UFC on FX: Belfort vs. Bisping         | 19 января 2013   | 2     | 1:50  | Сан-Паулу, Бразилия      |                                                               |
| Поражение | 11-2   | Глейсон Тибау       | Единогласное решение         | UFC 153                                | 13 октября 2012  | 3     | 5:00  | Рио-де-Жанейро, Бразилия |                                                               |
| Победа    | 11-1   | Делсон Элену        | TKO (удары руками)           | UFC 147                                | 23 июня 2012     | 1     | 4:21  | Белу-Оризонти, Бразилия  | Бой в среднем весе.                                           |
| Победа    | 10-1   | Адриану Мартинс     | Решение большинства          | Jungle Fight 30                        | 30 июля 2011     | 3     | 5:00  | Белен, Бразилия          | Выиграл титул чемпиона Jungle Fight в лёгком весе.            |
| Победа    | 9-1    | Деррик Бёрнсед      | KO (удар рукой)              | Jungle Fight 28                        | 21 мая 2011      | 2     | 0:52  | Рио-де-Жанейро, Бразилия | Выиграл титул временного чемпиона Jungle Fight в лёгком весе. |
| Победа    | 8-1    | Жуан Паулу Родригес | Единогласное решение         | Jungle Fight 25                        | 19 февраля 2011  | 3     | 5:00  | Вила-Велья, Бразилия     |                                                               |
| Победа    | 7-1    | Бруну Лобату        | Сдача (анаконда)             | Jungle Fight 24                        | 18 декабря 2010  | 1     | 2:24  | Рио-де-Жанейро, Бразилия |                                                               |
| Поражение | 6-1    | Иури Алкантара      | Сдача (рычаг локтя)          | Jungle Fight 22                        | 18 сентября 2010 | 2     | 2:24  | Сан-Паулу, Бразилия      | Полуфинал гран-при Jungle Fight в лёгком весе.                |
| Победа    | 6-0    | Флавиу Алвару       | TKO (удары руками)           | Jungle Fight 20                        | 22 мая 2010      | 2     | 4:01  | Сан-Паулу, Бразилия      |                                                               |
| Победа    | 5-0    | Луис Фирмину        | Сдача (рычаг колена)         | Bitetti Combat MMA 6                   | 25 февраля 2010  | 1     | 2:03  | Бразилиа, Бразилия       |                                                               |
| Победа    | 4-0    | Жуниор Лава         | TKO (удары)                  | Norofight 1                            | 8 августа 2009   | 1     | 0:12  | Унаи, Бразилия           |                                                               |
| Победа    | 3-0    | Маркони Безарра     | Сдача (треугольник руками)   | Hero’s The Jungle 2                    | 7 апреля 2008    | 1     | N/A   | Манаус, Бразилия         |                                                               |
| Победа    | 2-0    | Винисиус Дорер      | TKO (остановлен секундантом) | Fight Club Tournament 3                | 18 августа 2006  | 2     | N/A   | Тагуатинга, Бразилия     | Бой в полусреднем весе.                                       |
| Победа    | 1-0    | Эдвал Педросу       | Единогласное решение         | Fight Club Tournament 2                | 13 мая 2006      | 3     | 5:00  | Тагуатинга, Бразилия     | Бой в полусреднем весе.                                       |